# Vincent Richards
Vincent ("Vinnie") Richards (New York, 1903. március 30. – New York, 1959. szeptember 28.) amerikai kétszeres olimpiai bajnok teniszező. Egyéniben Amerika négyszeres profi teniszbajnoka (1927, 1928, 1930, 1933), párosban hétszeres, vegyes párosban kétszeres Grand Slam-tornagyőztes.
1924-ben az amatőrök között a világranglista 2. helyén állt, ugyanezt a pozíciót elérte a profik között is 1930-ban.
1961-ben az International Tennis Hall of Fame (Teniszhírességek Csarnoka) tagjává választották.

## Pályafutása
Két aranyérmet szerzett a Párizsban rendezett, 1924. évi nyári olimpiai játékokon. Megnyerte az egyéni versenyt, miután a döntőben legyőzte a francia, Henri Cochet-t. A páros küzdelmeken Francis Hunter társaként lett bajnok. A vegyes páros versenyen Marion Jessup oldalán ezüstérmes lett.

## Főbb sikerei
- US Championship
  - Páros bajnok: 1918, 1921, 1922, 1925, 1926
  - Páros döntős: 1919
  - Vegyes páros bajnok: 1919, 1924
- Wimbledoni teniszbajnokság
  - Páros bajnok: 1924
  - Páros döntős: 1926
- French Open
  - Páros bajnok: 1919, 1924

## Grand Slam döntői

### Páros: 9 (7 győzelem, 2 döntő)
| Eredmény | Év   | Bajnokság                   | Borítás | Partner            | Ellenfél                           | Eredmény                 |
| -------- | ---- | --------------------------- | ------- | ------------------ | ---------------------------------- | ------------------------ |
| Győztes  | 1918 | U.S. National Championships | Fű      | Bill Tilden        | Fred Alexander Beals Wright        | 6–3, 6–4, 3–6, 2–6, 6–2  |
| Döntős   | 1919 | U.S. National Championships | Fű      | Bill Tilden        | Norman Brookes Gerald Patterson    | 6–8, 3–6, 6–4, 6–4, 2–6  |
| Győztes  | 1921 | U.S. National Championships | Fű      | Bill Tilden        | Watson Washburn R. Norris Williams | 13–11, 12–10, 6–1        |
| Győztes  | 1922 | U.S. National Championships | Fű      | Bill Tilden        | Pat O'Hara Wood Gerald Patterson   | 4–6, 6–1, 6–3, 6–4       |
| Győztes  | 1924 | Wimbledon                   | Fű      | Frank Hunter       | Watson Washburn R. Norris Williams | 6–3, 3–6, 8–10, 8–6, 6–3 |
| Győztes  | 1925 | U.S. National Championships | Fű      | R. Norris Williams | John Hawkes Gerald Patterson       | 6–2, 8–10, 6–4, 11–9     |
| Győztes  | 1926 | French Championships        | Salak   | Howard Kinsey      | Jacques Brugnon Henri Cochet       | 6–4, 6–1, 4–6, 6–4       |
| Döntős   | 1926 | Wimbledon                   | Fű      | Howard Kinsey      | Jacques Brugnon Henri Cochet       | 5–7, 6–4, 3–6, 2–6       |
| Győztes  | 1926 | U.S. National Championships | Fű      | R. Norris Williams | Alfred Chapin Bill Tilden          | 6–4, 6–8, 11–9, 6–3      |

### Vegyes páros: 3 (2 győzelem, 1 Döntő)
| Eredmény | Év   | Bajnokság                   | Borítás | Partner            | Ellenfél                            | Eredmény       |
| -------- | ---- | --------------------------- | ------- | ------------------ | ----------------------------------- | -------------- |
| Győztes  | 1919 | U.S. National Championships | Fű      | Marion Zinderstein | Florence Ballin Bill Tilden         | 2–6, 11–9, 6–2 |
| Győztes  | 1924 | U.S. National Championships | Fű      | Helen Wills        | Molla Bjurstedt Mallory Bill Tilden | 6–8, 7–5, 6–0  |
| Döntős   | 1925 | U.S. National Championships | Fű      | Ermyntrude Harvey  | Kitty McKane John Hawkes            | 2–6, 4–6       |